# Гипотеза Лемуана
Гипотеза Лемуана, известная также как гипотеза Леви, утверждает, что все нечётные числа, большие 5, можно представить как суммы нечётного простого числа и чётного полупростого числа.

## История
Гипотезу высказал Эмиль Лемуан в 1895 году, но она была ошибочно приписана на сайте MathWorld Хайману Леви, который обсуждал её в 1960-х годах.
Похожая гипотеза Чживэй Сана 2008 года утверждает, что все нечётные целые числа, превосходящие 3, можно представить в виде суммы нечётного простого числа и произведения двух последовательных целых чисел (p+x(x+1)).

## Формальное определение
Выражая алгебраически, 2n + 1 = p + 2q всегда имеет решение с простыми p и q (не обязательно различными) для n > 2. Гипотеза Лемуана похожа на тернарную гипотезу Гольдбаха, но сильнее.

## Пример
Например, 47 = 13 + 2 × 17 = 37 + 2 × 5 = 41 + 2 × 3 = 43 + 2 × 2. В последовательности A046927 подсчитывается, сколькими различными путями число 2n + 1 может быть представлено в виде p + 2q.

## Подтверждение гипотезы
Согласно сайту MathWorld Корбитт проверил гипотезу вплоть до 109.